# Alberghi e ristoranti d'Italia
Alberghi e ristoranti d'Italia è una guida gastronomica e alberghiera pubblicata ogni anno dal Touring Club Italiano, a cura di Teresa Cremona e Luigi Cremona.